# Liga Búlgara de Basquetebol
A Natsionalna Basketbolna Liga (cirílico:Национална баскетболна лига) (em português:  Liga Nacional de Basquetebol) também conhecida pelo acrônimo NBL, é a liga mais importante na piramide de competições do basquetebol masculino da Bulgária. É disputada desde 2008 no atual formato e sob esta denominação, herdando os resultados da antiga Divisão A1.
Historicamente o clube de maior êxito é o Lukoil Academic de Sófia com 26 conquistas.

## Clubes Atuais
| Clubes             | Cidades      |
| ------------------ | ------------ |
| Academic Bultex 99 | Plovdiv      |
| Balkan Botevgrad   | Botevgrad    |
| BC Beroe           | Stara Zagora |
| Cherno Vara        | Varna        |
| Levski Sofia       | Sófia        |
| Lukoil Academic    | Sófia        |
| Rilski Sportist    | Samokov      |
| Spartak Pleven     | Pleven       |
| Yambol             | Iambol       |

## Detentores de Títulos
| - ......1942 Levski Sofia - ......1943 JSK Sofia - ......1945 PSK Levski '45 - ......1946 PSK Levski '45 - ......1947 PSK Levski '45 - 1947–48 Lokomotiv Sofia - 1948–49 CDNV Sofia - 1949–50 Narodna voiska Sofia - 1950–51 CDNV Sofia - 1951–52 Udarnik Sofia - 1952–53 Udarnik Sofia - 1953–54 Spartak Sofia - 1954–55 Lokomotiv Sofia - 1955–56 Spartak Sofia - 1956–57 Academic - 1957–58 Academic - 1958–59 Academic - 1959–60 Spartak Sofia - 1960–61 Lokomotiv Sofia | - 1961–62 Spartak Sofia - 1962–63 Academic - 1963–64 Lokomotiv Sofia - 1964–65 CSKA Cherveno zname - 1965–66 Lokomotiv Sofia - 1966–67 CSKA Cherveno zname - 1967–68 Academic - 1968–69 Academic - 1969–70 Academic - 1970–71 Academic - 1971–72 Academic - 1972–73 Academic - 1973–74 Balkan Botevgrad - 1974–75 Academic - 1975–76 Academic - 1976–77 CSKA Septemvriisko zname - 1977–78 Levski-Spartak - 1978–79 Levski-Spartak - 1979–80 CSKA Sofia | - 1980–81 Levski-Spartak - 1981–82 Levski-Spartak - 1982–83 CSKA Sofia - 1983–84 CSKA Sofia - 1984–85 Akademik Varna - 1985–86 Levski-Spartak - 1986–87 Balkan Botevgrad - 1987–88 Balkan Botevgrad - 1988–89 Balkan Botevgrad - 1989–90 CSKA Sofia - 1990–91 CSKA Sofia - 1991–92 CSKA Sofia - 1992–93 Levski Sofia - 1993–94 Levski Sofia - 1994–95 Spartak Pleven - 1995–96 Spartak Pleven - 1996–97 Slavia Sofia - 1997–98 Cherno More Varna - 1998–99 Cherno More Varna | - 1999–00 Levski Sofia - 2000–01 Levski Sofia - 2001–02 Yambol - 2002–03 Lukoil Academic - 2003–04 Lukoil Academic - 2004–05 Lukoil Academic - 2005–06 Lukoil Academic - 2006–07 Lukoil Academic - 2007–08 Lukoil Academic - 2008–09 Lukoil Academic - 2009–10 Lukoil Academic - 2010–11 Lukoil Academic - 2011–12 Lukoil Academic - 2012–13 Lukoil Academic - 2013–14 Levski Sofia - 2014–15 Lukoil Academic - 2015–16 Lukoil Academic - 2016–17 Lukoil Academic - 2017-18 Levski Sofia - 2018-19 Balkan Botevgrad - 2019-20 Pandemia Covid 19 - 2020-21 Levski Sofia - 2021-22 Balkan Botevgrad - 2022-23 Balkan Botevgrad - 2023-24 Rilski Sportist - 2024-25 Rilski Sportist |